# Зенден (Вестфален)
Зенден (њем. Senden) општина је у њемачкој савезној држави Северна Рајна-Вестфалија. Једно је од 11 општинских средишта округа Коесфелд. Према процјени из 2010. у општини је живјело 20.727 становника. Посједује регионалну шифру (AGS) 5558044.

## Географски и демографски подаци
Зенден се налази у савезној држави Северна Рајна-Вестфалија у округу Коесфелд. Општина се налази на надморској висини од 59 метара. Површина општине износи 109,3 km². У самом мјесту је, према процјени из 2010. године, живјело 20.727 становника. Просјечна густина становништва износи 190 становника/km².

## Међународна сарадња
| Мјесто | Држава | Врста сарадње | Од    |
| ------ | ------ | ------------- | ----- |
|        | Пољска | пријатељство  | 2007. |
| Извор  |        |               |       |